# 莫德诺市镇
莫德诺市镇（俄语：Муниципальное образование Моденское）是俄罗斯联邦沃洛格达州乌斯秋日纳区所属的一个市镇。其下辖有9个居民点，行政中心为莫德诺。据2015年统计，该市镇的人口为372人。